# 2536 Kozyrev
2536 Kozyrev eller 1939 PJ är en asteroid i huvudbältet, som upptäcktes 15 augusti 1939 av den ryske astronomen Grigorij N. Neujmin vid Simeiz-observatoriet på Krim. Den har fått sitt namn efter den sovjetiske astronomen och astrofysikern Nikolaj Kozyrev (1908–1983).
Asteroiden har en diameter på ungefär sju kilometer.